# غوارابوافا
غوارابوافا هي بلدية في البرازيل، تتبع بارانا، بلغ عدد سكانها 167٬328  نسمة، في 2010، تبلغ مساحتها 3٬115٫329 كيلومتر مربع.

## الموقع
تشترك في الحدود مع:
- Campina do Simão [الإنجليزية]‏
- كاندوي
- Pinhão, Paraná [الإنجليزية]‏.

## توأمة
لغوارابوافا اتفاقيات توأمة مع:
- راستات

## أعلام
- كليو غابرييل كوردوفا
- رودريغو سيزار كاسترو كابرال
- رودريغو باستوس